# Scatimus fernandezi
Scatimus fernandezi är en skalbaggsart som beskrevs av Martinez 1988. Scatimus fernandezi ingår i släktet Scatimus och familjen bladhorningar. Inga underarter finns listade i Catalogue of Life.